# 沙特阿拉伯的切爾克斯人
切爾克斯人，是沙烏地阿拉伯的少數族群，他們在切爾克斯民族清洗後從家鄉切爾卡斯亞抵達。沒有關於他們人口的官方數字，但許多消息來源稱在 15000-25000人之間。他們主要是穆斯林。

## 第一波遷入
在切爾克斯種族滅絕期間，至少有500萬切爾克斯人被流放到奧斯曼帝國領土。被流放到奧斯曼帝國土地的切爾克斯人最初遭受了沉重的損失。切爾克斯人最初被安置在學校和清真寺里，或者不得不住在山洞里，直到他們重新定居。奧斯曼當局為切爾克斯定居者分配了靠近常規水源和糧田的土地。許多人在前往新家的途中死於疾病和惡劣條件。當切爾克斯人在阿拉伯人占多數的土地上定居時，貝都因人對他們非常消極。切爾克斯人和他們的阿拉伯鄰居之間的相互敵意導致了許多衝突。儘管貝都因人的武器和機動性具有優勢，但切爾克斯人仍然保持著他們的地位和人口。

## 第二波
2011年，敘利亞的騷亂源於對敘利亞政府的不滿，並升級為叙利亞內戰。敘利亞的切爾克斯人受到嚴重影響，一些人逃往沙烏地阿拉伯，這在該地區創造了第二次“切爾克斯浪潮”。